# Hirsauer Pfleghof

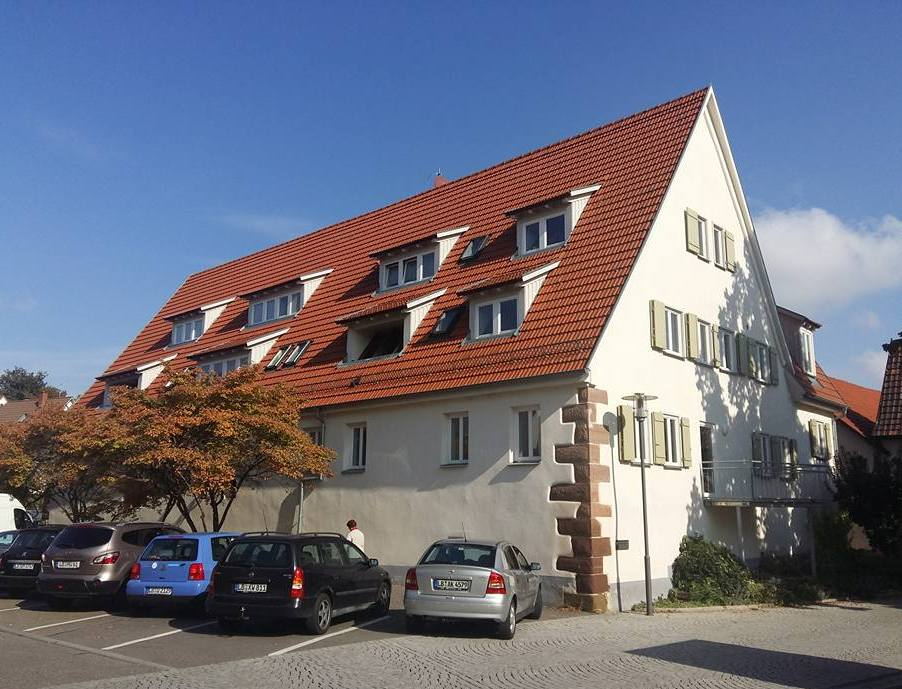
Hirsauer Pfleghof in Ditzingen

Der Hirsauer Pfleghof ist ein ehemaliger Wirtschaftshof des Klosters Hirsau in Ditzingen. Das Gebäude an der Stegstraße ist gemäß § 2 DSchG BW als Kulturdenkmal ausgewiesen.

## Geschichte
Das Kloster Hirsau hatte in Ditzingen und Umgebung umfangreichen Besitz einschließlich der Kirchenherrschaft über die Konstanzer Kirche, deren Inkorporierung 1399 durch Papst Bonifatius IX. bestätigt wurde. 1444 erwarb das Kloster die befestigte Anlage der ehemaligen Ditzinger Ortsherrschaft an der Glems und ließ dort eine Zehntscheune errichten. Die Hirsauer Pflege diente zugleich als Außenstelle der Klosterverwaltung in Ditzingen, ihr Zuständigkeitsbereich umfasste 1534 neben dem Besitz in Ditzingen auch den in Gebersheim, Hirschlanden, Hedelfingen, Botnang und Gerlingen.
Das heutige Gebäude, ein Massivbau mit Eckquaderung und verputztem Fachwerkgiebel, stammt im Wesentlichen aus dem Jahr 1739, ist im Kern aber wesentlich älter. Bemerkenswert ist ein alter rundbogiger Kellerzugang an der Ostseite. Unmittelbar vor der Scheune verlief die Glems, die hier für die Versorgung der Schlossmühle mit einem Wehr aufgestaut war. Nach Abschaffung des Naturalzehnten (1808) wurde die Zehntscheune zum Bauernhaus mit großer Scheuer umgebaut. Seit 2009 dient der Bau als reines Wohngebäude.